# Frau Sorge (Film)
Frau Sorge ist ein 1927 entstandenes, gut zweistündiges deutsches Stummfilmdrama nach dem gleichnamigen Roman (1887) von Hermann Sudermann. Unter der Regie von Robert Land verkörpert die bekannte US-amerikanische Leinwandmütter-Darstellerin Mary Carr die Titelrolle. Ihren Mann spielt Fritz Kortner. In weiteren Hauptrollen sind Wilhelm Dieterle, Grete Mosheim und Carl de Vogt zu sehen.

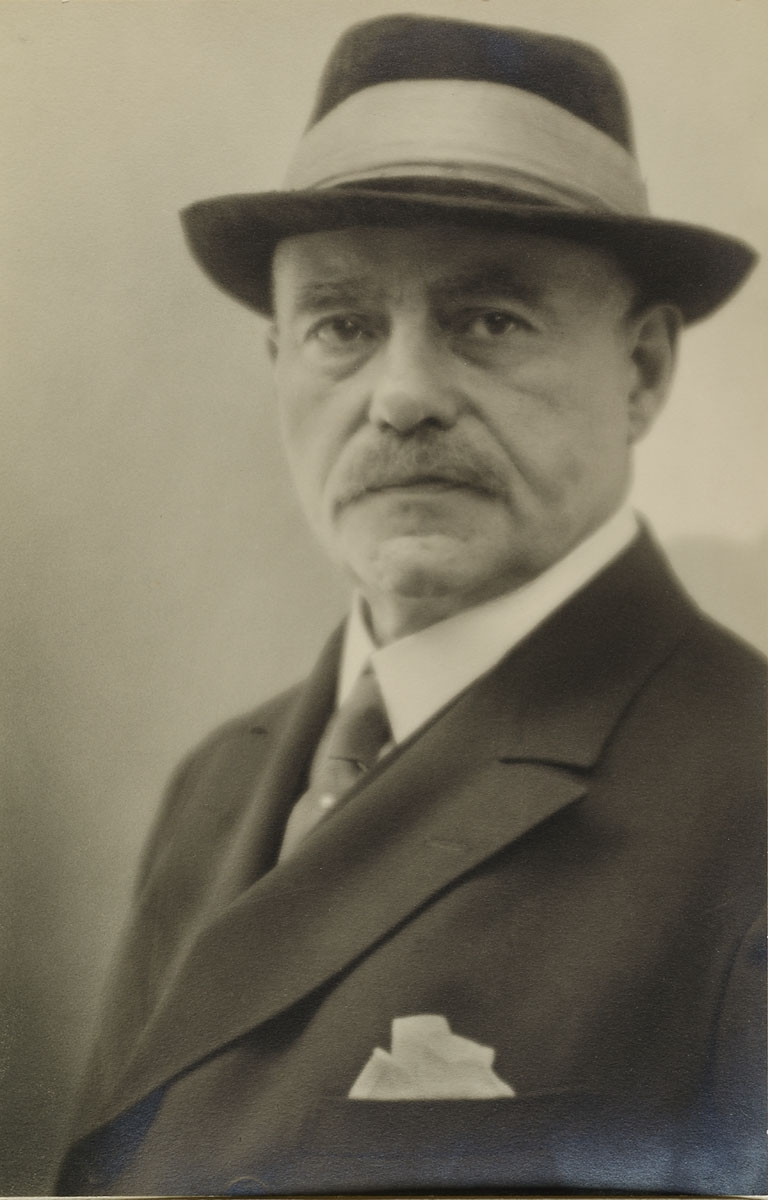
Autor der Romanvorlage: Hermann Sudermann; Foto: Nicola Perscheid

## Handlung
Frau Meyhöfer, eine gewissenhafte, fleißige Frau und zweifache Mutter, ist mit einem Alkoholiker verheiratet, der darüber hinaus rechthaberisch-streitsüchtig und auch noch verantwortungslos und realitätsblind ist. Dessen Gebaren lässt sie rasch altern und zur “Frau Sorge” werden. Sehr viel mehr Freude macht der verhärmten Frau ihr Sohn Paul. Der ist fleißig und zeigt, anders als der verschwenderische Alte, eine gesunde Lebensführung. Hingegen macht Frau Sorge ihr zweites Kind, Tochter Käthe, mit ihrem Leichtsinn einigen Kummer.
Des alten Meyhöfers Spekulationen führen schließlich dazu, dass die Familie ihr Haus an Baron Douglas verliert und aufs Land umsiedeln muss. Von nun an beginnt der böse Alte, den neuen Besitzer mit blindem Hass zu bekämpfen. Als der kleine, bescheidene Hof Meyhöfers brennt, weil der von ihm entlassene Knecht Michael Raudszus ihm den “roten Hahn” aufs Dach gesetzt hat, glaubt der Alte sogleich, dass nur der Baron dahinter stecken könne.
Allmählich dem Wahn verfallend, versucht Meyhöfer als Akt der Rache den Gutshof von Baron Douglas anzuzünden, wird aber im letzten Moment von seinem ihm nachjagenden Sohn Paul davon abgehalten. Während der Junior von einer niedergelassenen Bahnschranke an der Weiterverfolgung des Vaters gehindert wird, flieht der verhinderte Brandstifter immer weiter und landet im Moor, wo er elendig umkommt. Der Tod des Alten bedeutet endlich ein Lichtstreif am Horizont der gebeutelten Frau Sorge, denn nun wenden sich die Dinge zum besseren: Paul kann Freundin Elsbeth Douglas heiraten, die Tochter des neuen Hauseigentümers, und kehrt, gemeinsam mit seiner Mutter, in das alte Heim zurück.

## Produktionsnotizen
Frau Sorge entstand in den Monaten November und Dezember 1927 im Filmstudio von Staaken bei Berlin und passierte die Filmzensur am 9. Januar 1928. Die Premiere fand am 7. Februar 1928 in Berlins Beba-Palast anlässlich einer Festvorstellung zugunsten des Reichsverbandes des deutschen Schrifttums statt. Die Länge des für die Jugend verbotenen Achtakters betrug 3128 Meter.
Eugen Kürschner übernahm die Produktionsleitung, Alfred Kern die Aufnahmeleitung. Robert Neppach gestaltete die Filmbauten.

## Wissenswertes
Für die 53-jährige Mary Carr war Frau Sorge einer von zwei Filmen, für die sie zum Jahresende 1927 nach Berlin kam. Der andere hieß Ehre Deine Mutter und ließ Carr auch hier eine (vom Schicksal und der Familie) gebeutelte Mutter spielen.

## Kritiken
Die Illustrierte Kronen-Zeitung war überwiegend voll des Lobes über Lands Inszenierung und die Besetzung: „Der unter der Regie Robert Lands entstandene Film ist sorgfältig bis ins kleinste Detail ausgearbeitet. Die berühmte amerikanische Mutterdarstellerin Mary Carr ist rührend, zart und vielfältig im Ausdruck, doch fehlt es ihr an Markigkeit, jener gesunden Kraft, die wir so ungern entbehren. Eine Glanzleistung ist die Fritz Kortners als alter Meyhöfer. Ungemein lebenswahr verkörpert er das Gemisch von Selbstsucht und Selbsttäuschung, komödiantenhafter Großtuerei und Beherrschungslosigkeit. Den Sohn gibt Wilhelm Dieterle schlicht und würdig, die Tochter Grete Moosheim [sic!] mit echter Wärme.“
Selbst das stets sehr kritische Blatt Die Unzufriedene war einigermaßen milde gestimmt: „Ein deutscher Film ‚Frau Sorge‘ will den Roman Hermann Sudermanns wiedergeben. Das gelingt ihm nicht ganz, aber er hat einige gute Stellen und kann doch zu den besseren Filmen gezählt werden.“
Die kommunistische Rote Fahne resümierte: „Hermann Sudermanns Romane werden der Reihe nach verfilmt. Fast keiner entgeht diesem Geschick. Die Aufgabe des Filmautors ist hier leichter als bei der Verfilmung psychologisch tiefer Meisterromane eines Tolstoi oder Zola. Die Theatralik, die Sudermanns Romane durchzieht, kommt dem Film zugute. Man kann ruhig sagen, daß die Romane durch die Verfilmung eher gewinnen, als verlieren. Das gilt auch für ‚Frau Sorge‘.“ Zu den Einzelleistungen heißt es dort: „Das alte Paar, Vater und Mutter, werden von Fritz Kortner und Mary Carr glänzend verkörpert. Auch der Darsteller des Sohnes, Wilhelm Dieterle, steht turmhoch über dem durchschnittlichen Darsteller der deutschen Filme. Leider steht die Regie nicht auf gleicher Stufe. Die Wiedergabe des Brandes ist eine jämmerliche Atelieraufnahme allerletzter Sorte. Auch wird die sentimentale Note der Sudermannschen Romane zu sehr betont.“
Die Reichspost befand knapp: „Vollkommen frei von dem pseudodramatischen Zubehör an sensationellen Zwischenfällen, Pikanterien und sonstigen Stimulantia.“